# Прокопенко, Егор Владимирович
Его́р Влади́мирович Прокопе́нко (укр. Єгор Володимирович Прокопенко; род. 24 мая 1998, Киев) — украинский футболист, защитник клуба «Оболонь».

## Биография
Воспитанник столичного «Арсенала», в ДЮФЛУ также выступал за киевский «Атлет». С 2015 по 2017 год выступал за «Оболонь-Бровар-2» в чемпионате Киевской области. Во время зимнего перерыва сезона 2017/18 присоединился к первой команде «пивоваров», в футболке которой дебютировал 23 апреля 2018 года в проигранном (0:1) домашнем поединке 29-го тура Первой лиги против винниковского «Руха». Егор вышел на поле в стартовом составе и отыграл весь матч, а на 73-й минуте получил желтую карточку. Этот матч оказался единственным для Прокопенко в сезоне 2017/18 годов. В следующем сезоне попал в заявку в 10 матчах Первой лиги, однако ни в одном из них на поле так и не вышел. В сезоне 2019/20 годов привлекался к матчам как перволигового «Оболонь-Бровар», так и второлигового «Оболонь-Бровара-2».